# José Luis Parada Rivero
José Luis Parada Rivero (Santa Cruz de la Sierra, Bolivia; 28 de septiembre de 1953) es un economista y político boliviano que ocupó el alto cargo de Ministro de Economía y Finanzas Públicas de Bolivia desde el 13 de noviembre de 2019 hasta el 7 de julio de 2020 durante el gobierno de la presidenta Jeanine Áñez Chávez.

## Biografía
José Luis Parada nació en la ciudad de Santa Cruz de la Sierra el 28 de septiembre de 1953. Salió bachiller el año 1970 del Instituto Americano de la ciudad de La Paz. Continuo con sus estudios superiores, ingresando a estudiar la carrera de economía en la Universidad Nacional Autónoma de Honduras (UNAH) en la que se graduó como economista en el año 1975 en la ciudad de Tegucigalpa.
Retornó a Bolivia e ingresó a trabajar en la Corporación de Desarrollo de Santa Cruz (CORDECRUZ) como jefe de Planificación Sectorial y director de administración y finanzas. Ingresó también al ámbito público, trabajando como director administrativo y financiero en la Vicepresidencia de Bolivia.
Ingresó también al ámbito privado, ocupando el cargo de director en la Hilandería Santa Cruz, en el Fondo Ganadero y en el Ingenio Azucarero Guabirá. A partir del año 2005, Parada se desempeñó como secretario de Economía y Hacienda de la Gobernación Departamental de Santa Cruz y luego como asesor económico durante la gestión del gobernador Rubén Costas Aguilera.

### Ministro de Estado
El 13 de noviembre de 2019, la presidenta de Bolivia, Jeanine Áñez Chávez, posesionó en el cargo de ministro de Economía y Finanzas Públicas a José Luis Parada. Asumió el mando del ministerio en reemplazo del economista paceño Luis Arce Catacora. Permaneció en el cargo público por casi 8 meses hasta su renuncia el 7 de julio de 2020. En su reemplazo, la presidenta Jeanine Áñez posesionó al político Oscar Ortiz Antelo.